# Soccerpark Dirmstein
Der Soccerpark in der rheinland-pfälzischen Ortsgemeinde Dirmstein ist eine Sportstätte, die der Sportart Soccer- oder Fußballgolf dient und auf der die Heimbegegnungen des 1. Deutschen Fußballgolf-Clubs Dirmstein ausgetragen werden. Bei der Eröffnung 2006 war der Soccerpark Dirmstein die erste derartige Anlage in Deutschland; weltweit ist er das einzige Gelände, auf dem bereits zweimal die Weltmeisterschaften veranstaltet wurden, und zwar 2007 und 2011. Am 19. Juli 2009, als in Dirmstein die erste Europameisterschaft in der damals jungen Sportart stattfand, wurde der Soccerpark von der Initiative Deutschland – Land der Ideen als „Ort des Tages“ ausgezeichnet.

## Geographische Lage
Der Soccerpark Dirmstein liegt in der Gewanne Am Kirchenpfad auf 102 m Höhe inmitten eines mehr als 6 Hektar großen Areals südöstlich des Dirmsteiner Oberdorfs und südlich des Niederdorfs. Direkt nördlich, entlang der 200 m langen Zufahrt, die in Höhe des Badehauses der Gräfin von Brühl von der Bleichstraße in die Straße Am Kirchenpfad abzweigt, fließt von West nach Ost der Eckbach.

## Anlage
Das zertifizierte Fußballgolfgelände hat die Form eines Trapezes von gut 65.000 m² Fläche, das entspricht etwa zehn Fußballfeldern. Seine Außenseiten erstrecken sich ungefähr nach den Himmelsrichtungen, die Seitenlängen betragen: Nordseite 240 m, Ostseite 210 m, Südseite 240 m, Westseite 270 m. Mit Par 72 besitzt das Gelände 18 Bahnen, die Gesamtlänge der Bahnen beträgt 2 km. Insgesamt 1400 m² der Fläche sind für je einen Beachvolleyball- und Beachsoccer-Sandplatz reserviert. Nebenan befinden sich Tennisplätze und ein Café-Restaurant, das den Namen Soulfood Café trägt, eine zugehörige Beachbar sowie Pkw-Parkplätze.
Wegen eines technischen Defekts brannte die Beachbar in der Nacht vom 9. zum 10. Juli 2016 vollständig aus.

## Geschichte
Bis nach dem Zweiten Weltkrieg wurde auf einem Teil des heutigen Geländes, der später Alter Sportplatz genannt wurde, Fußball gespielt. Nachdem der Fußballplatz 300 m nach Nordosten verlegt worden war, wurde das Gelände mehrere Jahrzehnte lang landwirtschaftlich genutzt. 2006 richtete dann der Dirmsteiner Alex Kober dort den Soccerpark ein; Rechteinhaberin ist die Cobra GmbH Alex Kober.
Als im gleichen Jahr der 1. Deutsche Fußballgolf-Club Dirmstein gegründet wurde, war dieser der erste deutsche Sportverein, der sich mit der Trendsportart Soccer- oder Fußballgolf befasste. Noch 2008 war die Anlage in Dirmstein der einzige derartige Platz in Deutschland. 2016 waren lt. Internetportal soccerpark.de deutschlandweit sechs zertifizierte Plätze in Betrieb (außer Dirmstein noch Bayern, Detmold, Inzell, Ortenau, Rehling, Waging), zwei weitere (Rhein-Neckar und Westfalen) befanden sich in der Bauphase.
Im Soccerpark Dirmstein wurden 2007 und 2011 die Weltmeisterschaften ausgetragen. Außerdem fanden auf dem Areal Europa- und Deutsche Meisterschaften statt; auch die German Open wurden hier angesetzt. Mitglieder des betreibenden Vereins gewannen – in den drei Disziplinen Herreneinzel, Dameneinzel und Herrendoppel – neben etlichen Deutschen und Europameisterschaften fünf Welttitel. Seit im Jahr 2012 Weltranglisten geführt werden, stand bis 2014 bei den Männern Alex Kober an der Spitze. 2015 fiel er auf Rang 2 zurück, 2016 auf Rang 5. Er ist damit hinter vier Dänen bester Deutscher.

## Wirtschaft
Der Soccerpark Dirmstein ist der umsatzstärkste Wirtschaftsbetrieb am Ort. Betrieben wird die Anlage etwa in dem Zeitraum, in dem die Sommerzeit gilt. Während der täglichen Öffnungszeiten bis zum Einbruch der Dunkelheit ist das Gelände regelmäßig ausgebucht; innerörtliche Wegweiser leiten die Besucherströme. Der Ausbau der Zufahrt entlang des Eckbachs ist auf den Weg gebracht, damit auch die letzten 200 m für Omnibusse geeignet sind. Als touristisches Ziel rangiert der Soccerpark an vorderster Stelle noch vor der barocken Zweikirche St. Laurentius und weit vor den übrigen der 58 Kulturdenkmäler Dirmsteins.